# Orange Blossom
Orange Blossom ist eine französische Band aus Nantes, die insbesondere dem Genre der Weltmusik und der Elektronischen Musik zuzuordnen ist. Die 1993 gegründete Band prägt ein großer Einfluss von arabischer und westlicher Musik.

## Bandgeschichte
Ihre erste veröffentlichte CD Orange Blossom im Jahr 1997 verkaufte sich 15.000 mal unter dem Musik-Label Prikosnovénie. Vor ihrem zweiten Album Everything must Change waren sie stark beeinflusst von ethnischer und traditioneller Musik. Dieses erschien bei dem Label Bonsaï Music.
Dabei arbeiteten sie mit einigen nicht-französischen Musik-Gruppen wie Yelemba D'Abidjan (Elfenbeinküste) und Ganoub (Ägypten) zusammen und tourten in Ägypten, Frankreich und Belgien.
Mitglieder der Band waren seit Gründung 1993 PJ Chabot (Violine) und Jay C. (Schlagzeug und Gesang). 1994 stieß Éric (Orgel) hinzu. Doch er verließ die Gruppe ein Jahr später wieder, dafür schloss sich Carlos Robles Arenas (Schlagzeug, Djembé und Sampler) an. 2000 verließ der Sänger Jay C. die Band und gründete seine eigene Prajna. Im Jahr 2002 schlossen sich dann Schlagzeuger Mathias Vaguenez (Mexiko) und Sängerin Leïla Bounous (halb Algerierin, halb Französin) an.

## Diskografie
- Audio-Kassette mit 6 Titeln (1994)
- Audio-Kassette mit 4 Titeln (1996)
- Orange Blossom (1997)
- Everything Must Change (2005)
- Under the Shade of Violets (2014)